# Василевка (Березнеговатский район)
Василевка (укр. Василівка) — село в Березнеговатском районе Николаевской области Украины.
Основано в 1767 году. Население по переписи 2001 года составляло 16 человек. Почтовый индекс — 56241. Телефонный код — 5168. Занимает площадь 0,13 км².

## Местный совет
56240, Николаевская обл., Березнеговатский р-н, с. Висунск, ул. Ковтюха, 3